# عقد 190 هـ
عقد 190 هـ هو الفترة بين عام 190 إلى 199 في التقويم الهجري، أي العشر سنوات الأخيرة من القرن الثاني الهجري.